# George Edward Moore
George Edward Moore, G.E. Moore född 4 november 1873 i London, död 24 oktober 1958 i Cambridge, Cambridgeshire, var en brittisk filosof.
Moore var en av 1900-talets mest inflytelserika moralfilosofer. Han var studiekamrat med Bertrand Russell i Cambridge under 1890-talet och publicerade 1902 "Refutation of Idealism" i vilken han gör upp med den hegelska idealismen som var förhärskande i England. Samma år gav han också ut "Principia Ethica" och 1912 kom den lättfattligare "Ethics". Mycket kort kan man beskriva hans etik som ett slags utilitarism (eller kanske allmännare konsekvensetik).

## Biografi
Moore föddes 1873 och växte upp i södra London. 1892 begav han sig till Trinity College, Cambridge för att studera klassiska språk. Väl där träffade han Bertrand Russell och John Ellis McTaggart, som påverkade honom i hans val att även läsa filosofi. Han examinerades 1896 med högsta betyg. Efter att 1898 ha vunnit ett akademiskt pris kunde han fortsätta sina studier i ytterligare sex år.
1904 flyttade han från Cambridge men återvände 1911 som lärare, och skulle - förutom under en USA-vistelse under andra världskriget - bo kvar där för resten av sitt liv. Han blev professor 1925 och pensionerades 1939.
År 1925 publicerade Moore "A Defense of Common Sense" i vilken han bryter med det radikala tvivlet vi finner hos Descartes och David Hume. Moore erkänner visserligen att vi aldrig kan vara helt säkra på en sats sanningsvärde men att vi kan ha visshet om många enskilda sakförhållanden i världen. De som menar att man endast kan veta om saker man har direkt kännedom om använder ordet veta i en betydelse som skiljer sig från den gängse.
Han var en sällsynt skicklig begreppsanalytiker, som starkt påverkade flera framstående filosofer och matematiker som Bertrand Russell, John Maynard Keynes, Charlie Dunbar Broad, John Laird, Frank P. Ramsey, R. B. Braithwaite och Susan Stebbing.